# Страх и любовь
«Страх и любовь» — фильм Маргареты фон Тротта по мотивам пьесы А. П. Чехова «Три сестры». Фильм участвовал в Каннском кинофестивале 1988 года и был выдвинут на «Золотую пальмовую ветвь». В 1989 фильм был выдвинут на соискание Deutscher Filmpreis в категории «Лучший художественный фильм», однако награды удостоен не был.

## В ролях
- Фанни Ардан — Велия
- Гретa Скакки — Мария
- Валерия Голино — Сандра
- Петер Симонишек — Массимо
- Серджио Кастеллитто — Роберто
- Аньес Сораль — Сабрина
- Ян Бичицкий — Чеккини
- Паоло Хендел — Федерико
- Ральф Шиха — Николе
- Гила фон Вайтерсхаузен — Эрика
- Джампьеро Бьянки — Джакомо
- Джованни Коломбо — Марко
- Гидо Альберти — Баретти
- Бениамино Плачидо — Саваньони
- Соня Гесснер — монахиня
- Вероник Баро — Заира

## Сюжет
Действие фильма происходит в Павии, где живут сёстры Парини: старшая — преподавательница университета Велия, изучающая тексты Анжелы из Фолиньо, средняя — Мария, в несчастливом браке с Федерико, одной из звезд телевидения, младшая — восемнадцатилетняя студентка Сандра, и их брат, скрипач Роберто.
После долгих лет пребывания в Америке в Павию возвращается Массимо, бывший ученик профессора Парини, отца сестёр и брата. Привыкшая к одиночеству Велия влюбляется в женатого Массимо, однако в него же влюблена и Мария. Сандра влюбляется в мужчину, однако он гибнет в автомобильной аварии. Массимо возвращается к жене, а Велия и Мария мирятся и остаются утешать Сандру.

## Сходство и различия с пьесой Чехова
Герои фильма похожи на чеховских (Велия — Ольга, Мария — Маша, Сандра — Ирина, Роберто — Андрей, Федерико — Кулыгин, Массимо — Вершинин, Сабрина — Наташа), но если Чехов смотрел в будущее с надеждой, то герои фон Тротта остерегаются его  и в этой разнице фон Тротта видит основную идею фильма. Как и в пьесе Чехова, сёстры любят и уважают отца: зритель первый раз видит Велию в институте, где она учит и где преподавал её отец, идущей рядом с скульптурами. День рождения Сандры совпадает с днем смерти отца, а Массимо, в которого будут влюблены и Велия, и Мария — его ученик.